# Koncertní fotografie

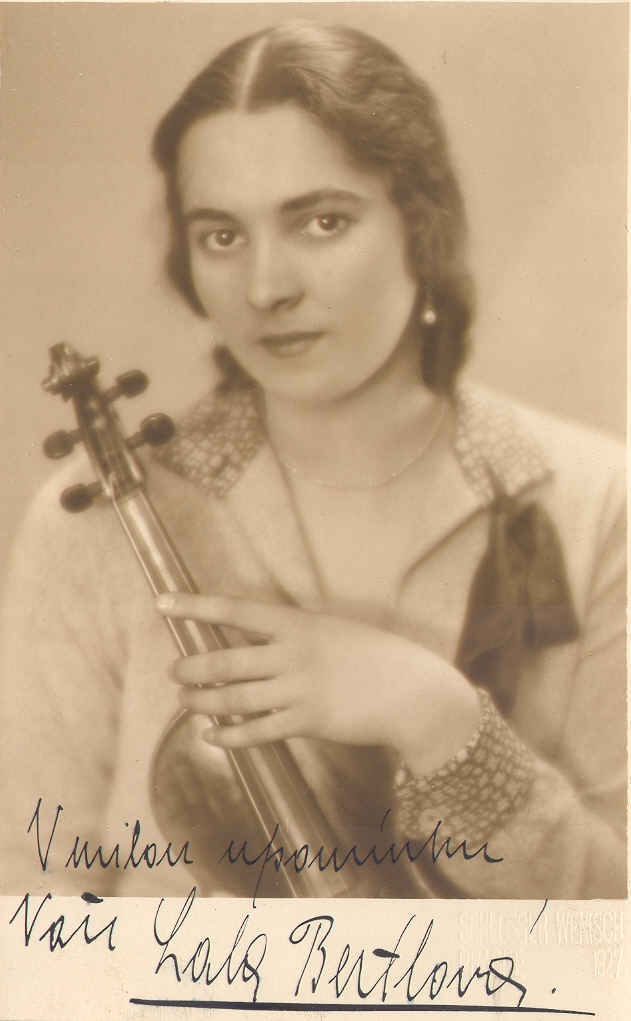
Ludmila „Lala“ Bertlová, česká houslistka a manželka Rafaela Kubelíka, fotografie ze sbírky Renate Spitzner

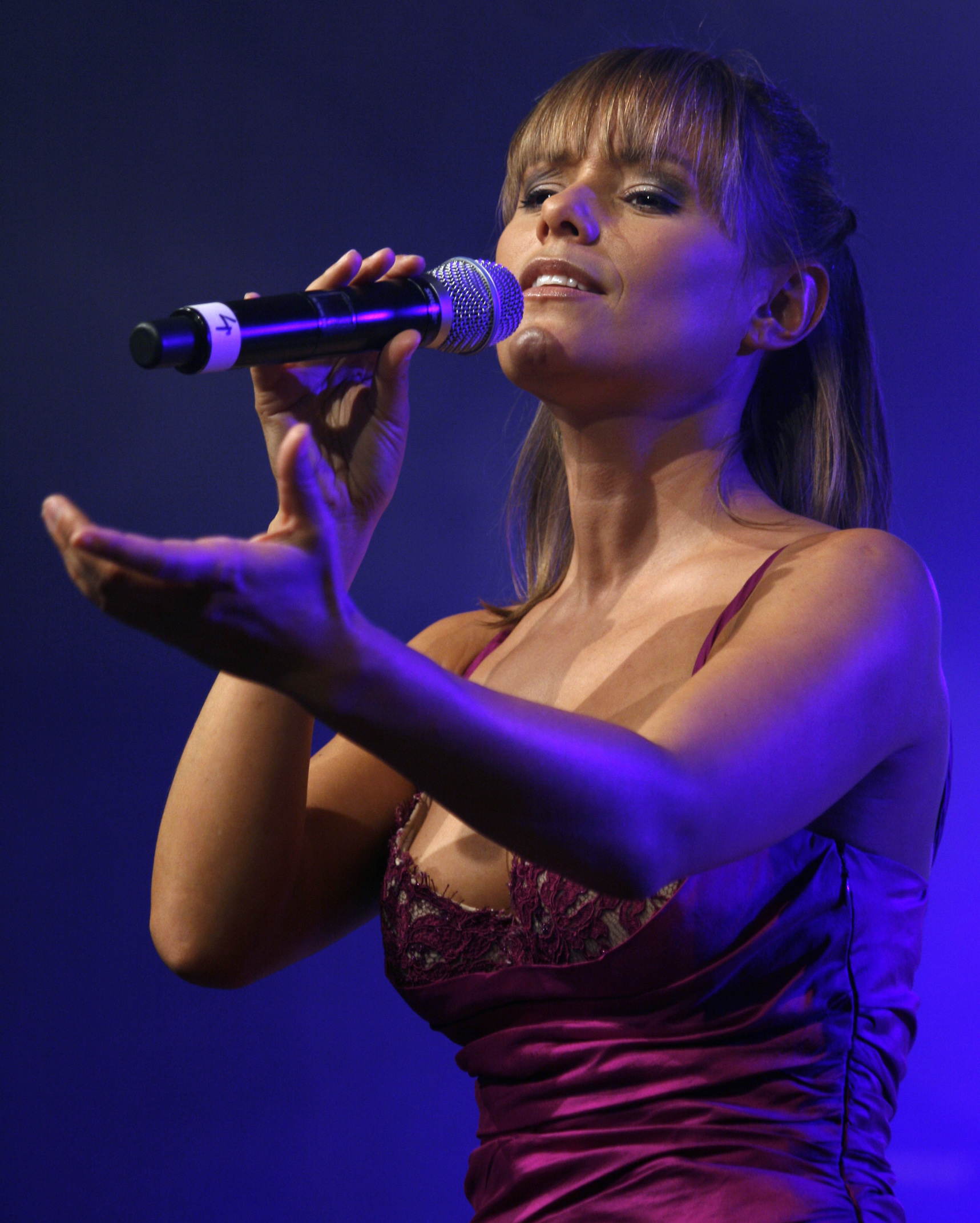
Švýcarská zpěvačka Francine Jordi
(EXIF: 160 mm, 1/100 s, f/5, ISO 400)

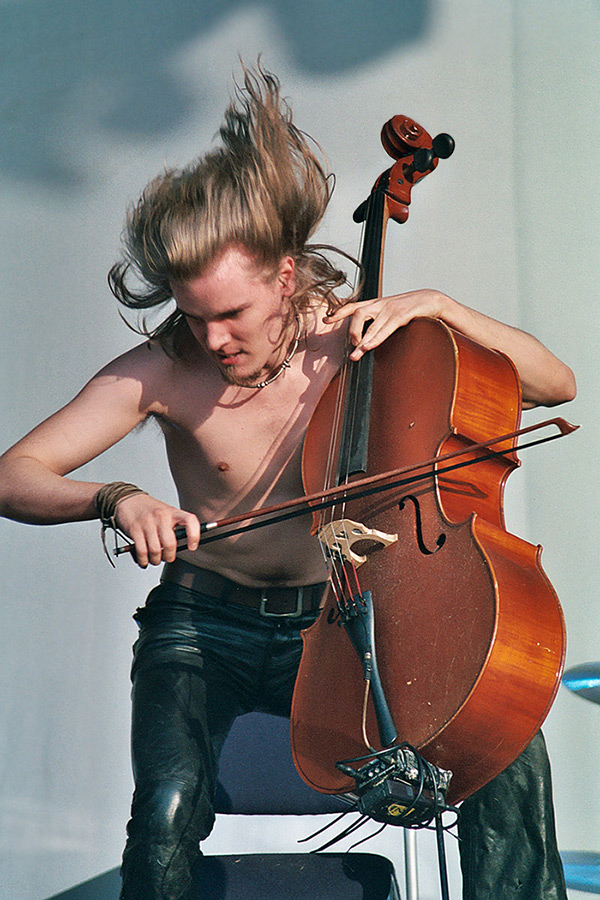
Apocalyptica během festivalu Mera Luna v Hildesheimu

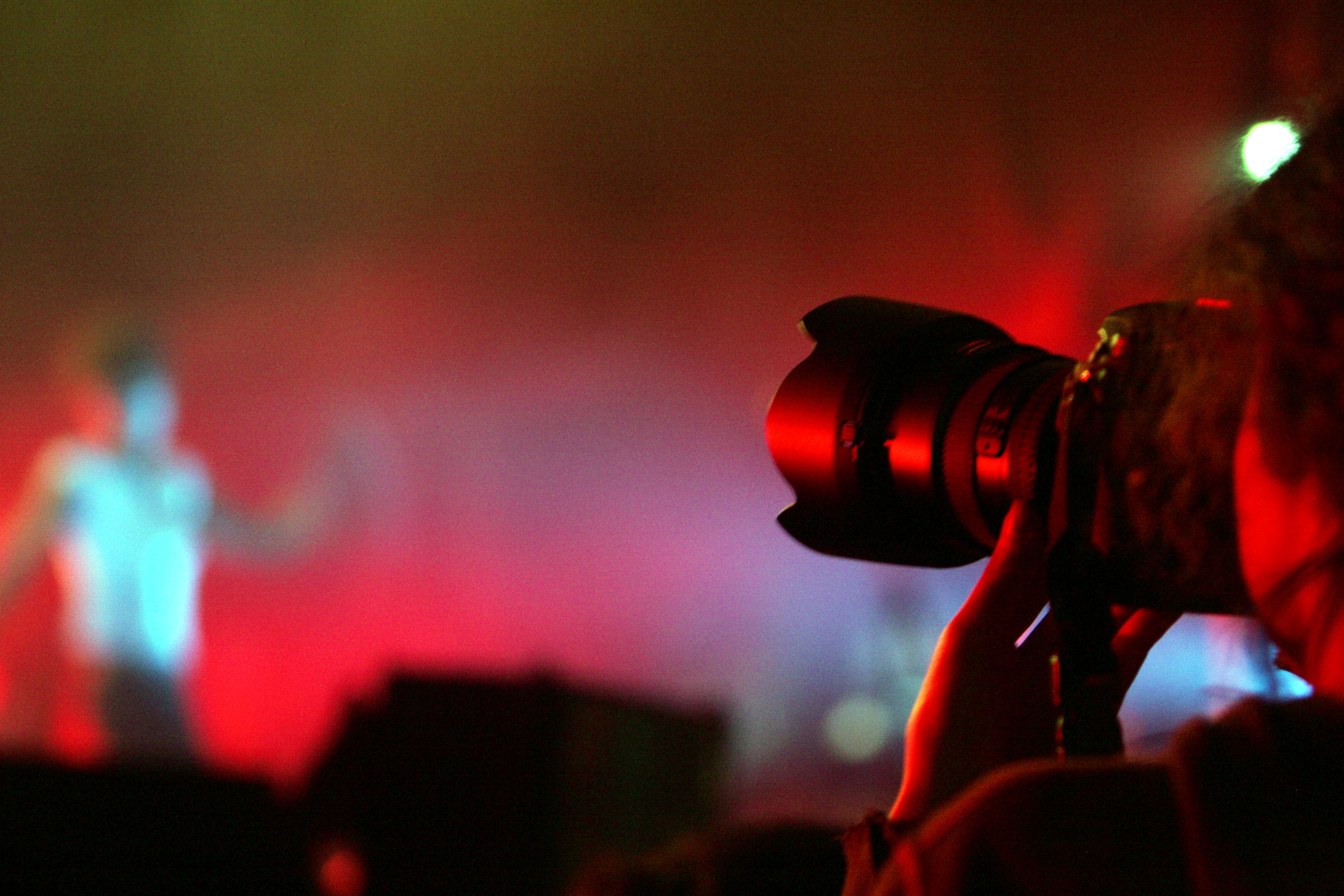
Fotograf na koncertu s teleobjektivem

Koncertní fotografie nebo hudební fotografie je samostatný žánr reportážní a výtvarné fotografie. Jejím motivem jsou hudební koncerty, hudebníci, kapely, koncertní diváci nebo scenérie.
Fotografování na koncertech v různých místech klade na fotografa a jeho vybavení zvláštní nároky. Kromě neustále se měnících světelných podmínek, mnohdy nedostatečného osvětlení, rychlých akčních scén a velmi hlučných pracovních podmínek, se musí fotograf vypořádat s časovým tlakem, jelikož zpravidla u větších koncertů má umožněno fotografovat maximálně během prvních tří skladeb každé kapely.

## Účel
Koncertní fotografie se využívá k dokumentování koncertů a inzerci v médiích. Patří k ní zachycení uměleckého výrazu, provedení, pojetí tématu a také scénografie. Snímky scén a umělců jsou využívány ve vitrínách, na koncertních programech, plakátech, v reklamě, jsou součástí recenzí koncertů, jakož i v online galerií kapel a (hudebních) médií. 
Cílová skupina klientů jsou zpravidla média (ať už tištěná, či online), organizátoři koncertů, nebo hudebníci samotní. Více méně vznikají výtvarné fotografie, umělci sami často mají umělecky laděné postavy a oblečení a i scéna bývá umělecky pojatá.

## Technika
Koncertní fotografie je jedna z nejnáročnějších fotografických disciplín co se týče fotografické techniky. S příchodem digitálních technologií se začaly používat většinou digitální zrcadlovky (DSLR) a vysoce světelné objektivy s proměnnou ohniskovou vzdáleností, aby fotograf mohl v závislosti na ději reagovat na různé situace na jevišti. Mnoho fotografů používá formát RAW, aby mohli v grafickém editoru dodatečně upravovat např. barevnou teplotu. Digitální fotografie také umožňuje rychlé zveřejnění fotografií v médiích.
Vzhledem k časové tísni na základě smluv fotografové nyní pracují téměř výhradně s digitálními fotoaparáty. Jen tak je možné, stejně jako v mnoha jiných oblastech fotožurnalistiky, poskytnout zákazníkům rychlé výsledky. Pro dosažení kvalitních výsledků pro tisk, je třeba pořizovat snímky ve vysokém rozlišení. Vysokou kvalitu vyžadují zejména lesklé časopisy a velkoplošný tisk. Digitální fotoaparáty umožňují výrazně zvýšit citlivost, v případě klasického filmu stejného efektu může být dosaženo pouze s extrémní ztrátou kvality (zrno, šum).
Vzhledem k měnícímu se a často nevalnému osvětlení, zejména v malých hudebních klubech a hudebních barech, je dobré dbát na vysokou kvalitu optiky. Jsou více než vhodné objektivy s vysokou světelností. Stabilizátor obrazu, nabízený některými výrobci, umožňuje pořídit ostřejší fotografie při fotografování z ruky s použitím delšího expozičního času (přidává dva až tři stupně EV), ale jelikož se většina hudebníků na jevišti pohybuje, jsou výhody stabilizátoru ke snížení pohybové neostrosti obvykle mnohem nižší, než se doufá.
Délka ohniskové vzdálenosti závisí na typu události. Pro větší koncerty a festivaly se většinou preferují světelné teleobjektivy, pokud není fotografovi dovoleno vstoupit na jeviště. Na koncertech v menším měřítku (například v hudebních klubech a hudebních barech), bývá mnohdy vhodnější normální nebo širokoúhlý objektiv. U kratší ohniskové vzdálenosti je možné použít delší expoziční čas bez rizika vzniku pohybové neostrosti vlivem pohnutí fotoaparátu při expozici. Jak už ale bylo uvedeno výše, vzhledem k tomu, že scéna je málokdy statická, tak příliš dlouhé časy jsou použitelné maximálně tak pro umělecké ztvárnění pohybu na scéně.
Při koncertech vážné hudby je zvuk závěrky fotoaparátu často vnímán jako příliš hlasitý a mohl by rušit jak diváky, tak umělce. V takových případech jsou preferovány fotoaparáty bez zrcátka, tzv. bezzrcadlovky (mirrorless camera). Kromě toho se někdy používají zvukotěsná pouzdra. Je-li to možné, fotografuje se během zkoušek.
Blesk je ve většině případů (obzvláště na velkých koncertech a festivalech) používat zakázáno, navíc také, pokud s ním neumí fotograf zacházet, blesk zničí světelnou atmosféru na pódiu a fotografie stejně nejsou příliš koukatelné. 
Stativ (nebo monopod) obvykle zavazí ostatním fotografům a návštěvníkům koncertu a organizátoři velkých koncertů jej obvykle netolerují jako potenciálně nebezpečný předmět. Je proto potřeba pracovat s vysokou světelností objektivů a citlivostí.
Důležitou součástí výbavy koncertního fotografa by měla být ochrana sluchu před nadměrným hlukem. Existují speciální špunty do uší určené pro koncerty, které sníží celkovou hlasitost, ale tlumí rovnoměrně, takže nezničí „prožitek“ z muziky. Naopak se sluch tak rychle neunaví, jako když je vystaven přílišnému hluku, takže si člověk užije koncert celý a jako bonus je bez následného pískání v uších (tinnitus). Poškození sluchu nadměrným hlukem je nenapravitelné, takže ho nelze brát na lehkou váhu.

## Fotografové
- William P. Gottlieb (1917–2006) byl americký fotograf a novinový sloupkař, nejvíce známý svými klasickými portrétními fotografiemi předních umělců „zlatého věku“ amerického jazzu v letech 1930 až 1940. Gottliebovy fotografie patří mezi nejznámější a nejreprodukovanější obrázky z této éry jazzu.[1] V průběhu své kariéry pořídil Gottlieb portréty stovky předních jazzových hudebníků a osobností, zpravidla v době, kdy hráli a zpívali ve známých jazzových klubech New Yorku. Mezi nejznámějšími hudebníky, které portrétoval byli například: Louis Armstrong, Duke Ellington, Charlie Parker, Billie Holiday, Dizzy Gillespie, Earl Hines, Thelonious Monk, Stan Kenton, Ray McKinley, Benny Goodman, Coleman Hawkins, Louis Jordan, Ella Fitzgerald nebo Benny Carter.[1][2]
- Pennie Smith
- Jill Furmanovsky
- Goranka Matičová (1949–2025), srbská fotografka, během 80. let byla její práce obzvláště významná v oblasti rockové fotografie.Jako oslavovaná fotografka nové vlny fotila obaly na desky pro řadu bělehradských kapel, od alba Idol pro slavné album Odbrana i poslednji dani až po spolupráce s Ekaterinou Velikou, Canetou z Partybreakers, Kojou z Disciplina kicma, Bajagou[3] a mnoha dalšími hudebníky a kapelami.[4]

- Ross Halfin
- Todd Owyoung
- Allan Zilkowski
- Robin Looy
- Javier Bragado

### České země
- Ivan Prokop (* 1954)
- Jiří Rogl
- Radek Šich
- Zdenek Zelený
- Jaromír Zajíček (* 1966) – FotoZajda.cz
- Mario Sikora
- Petr Klapper
- Zdeněk Klouda
- Jan Nožička

## Galerie

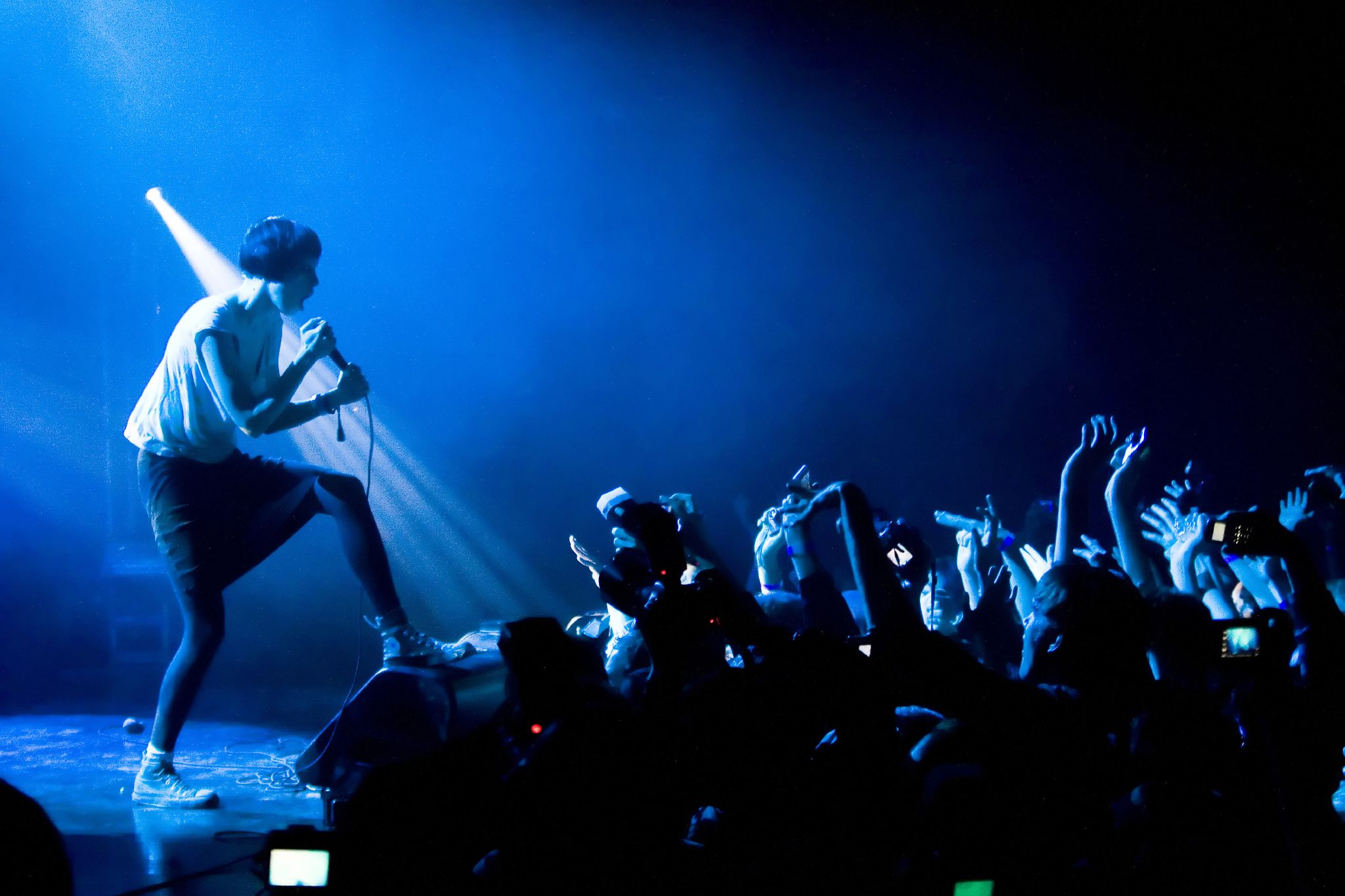
Crystal Castles play a CMJ show @ Webster Hall, NYC, 2008, barevné světelné efekty
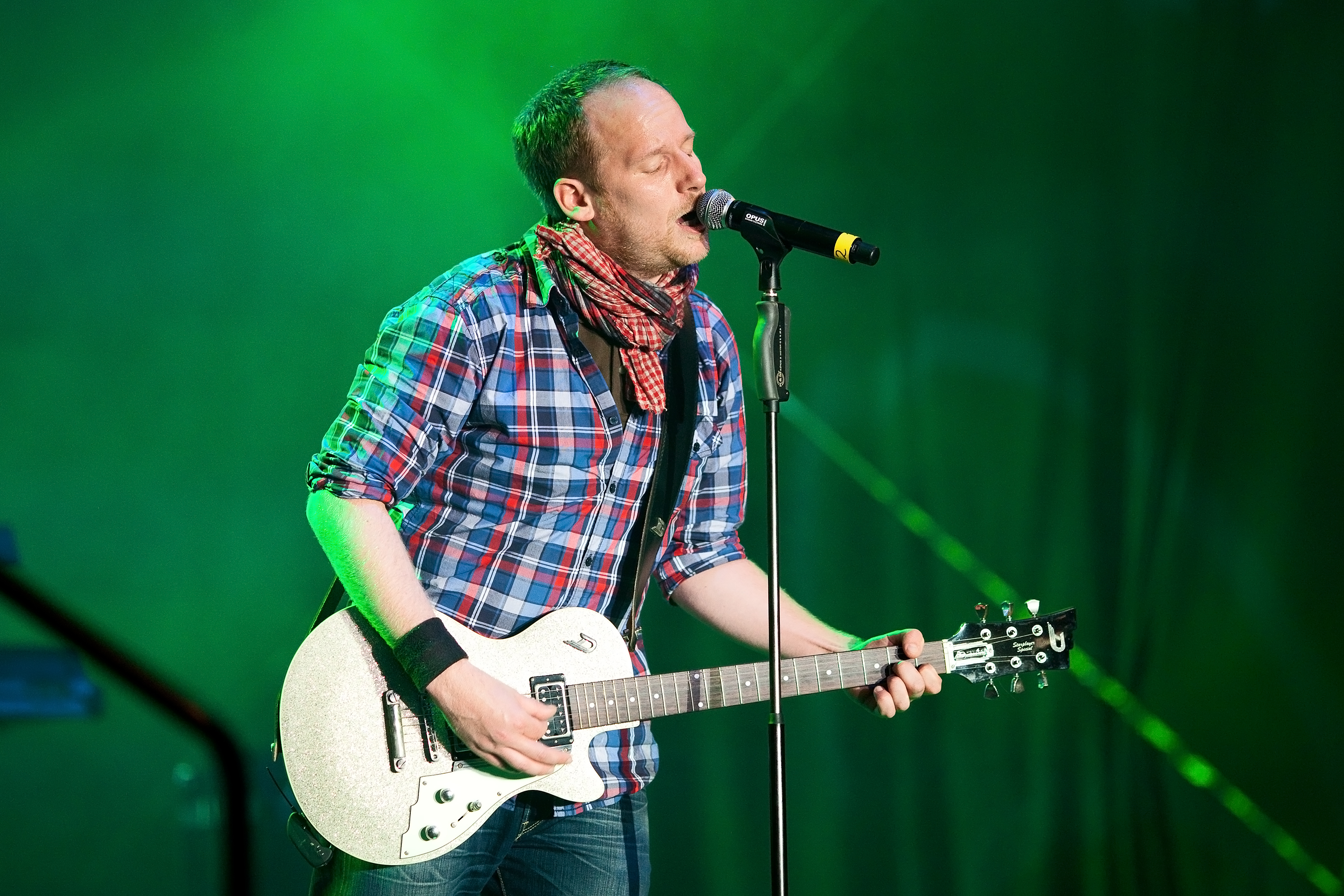
Stefan Tomek, Kensington Road (NDR stage, Kieler Woche 2010)
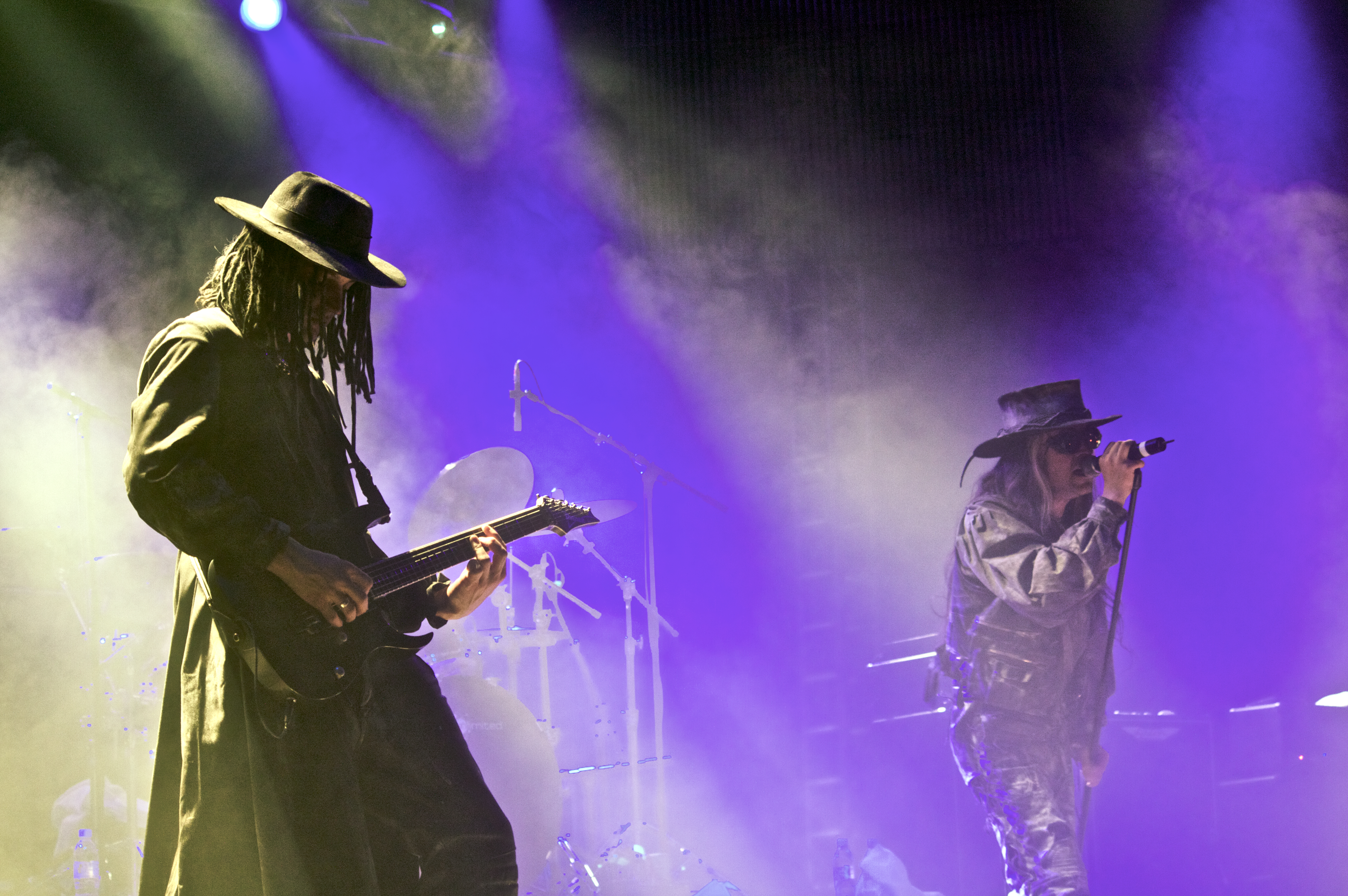
Fields of the Nephilim, WGT 2008
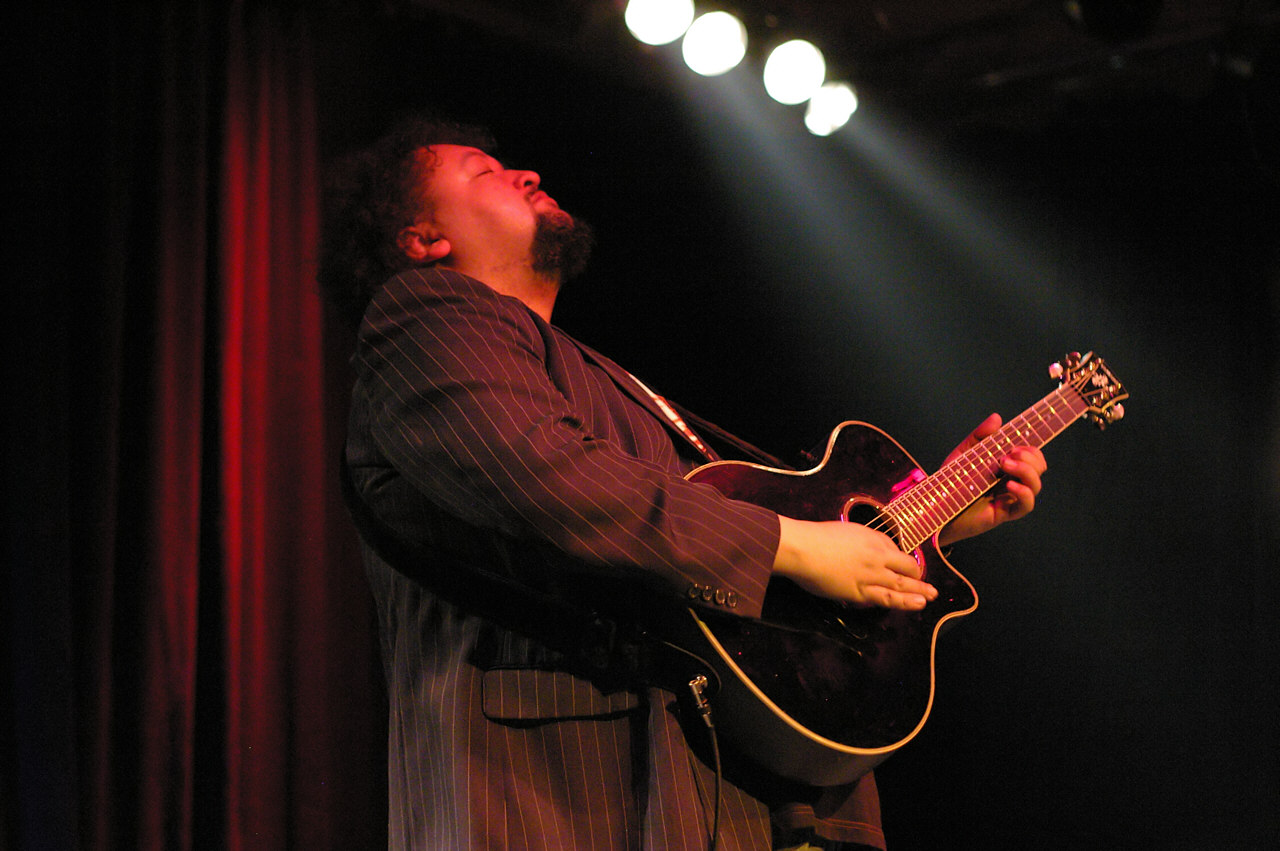
Mark Booga Fowell, skupina Ezio, Lindenbrauerei, Unna, 2007
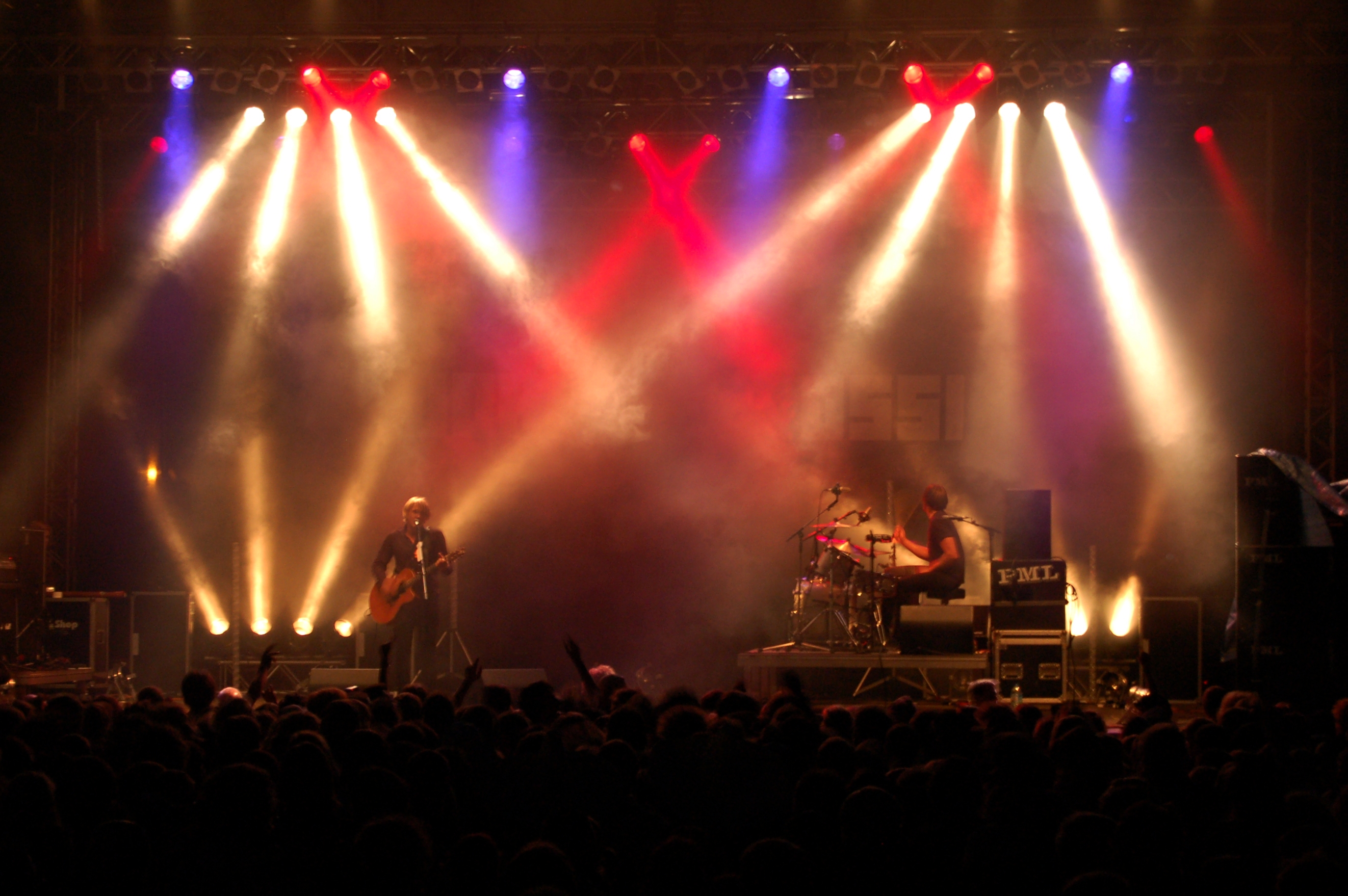
Johnossi, Mini-Rock-Festival 2008, Německo, světelné efekty koncertního osvětlovače
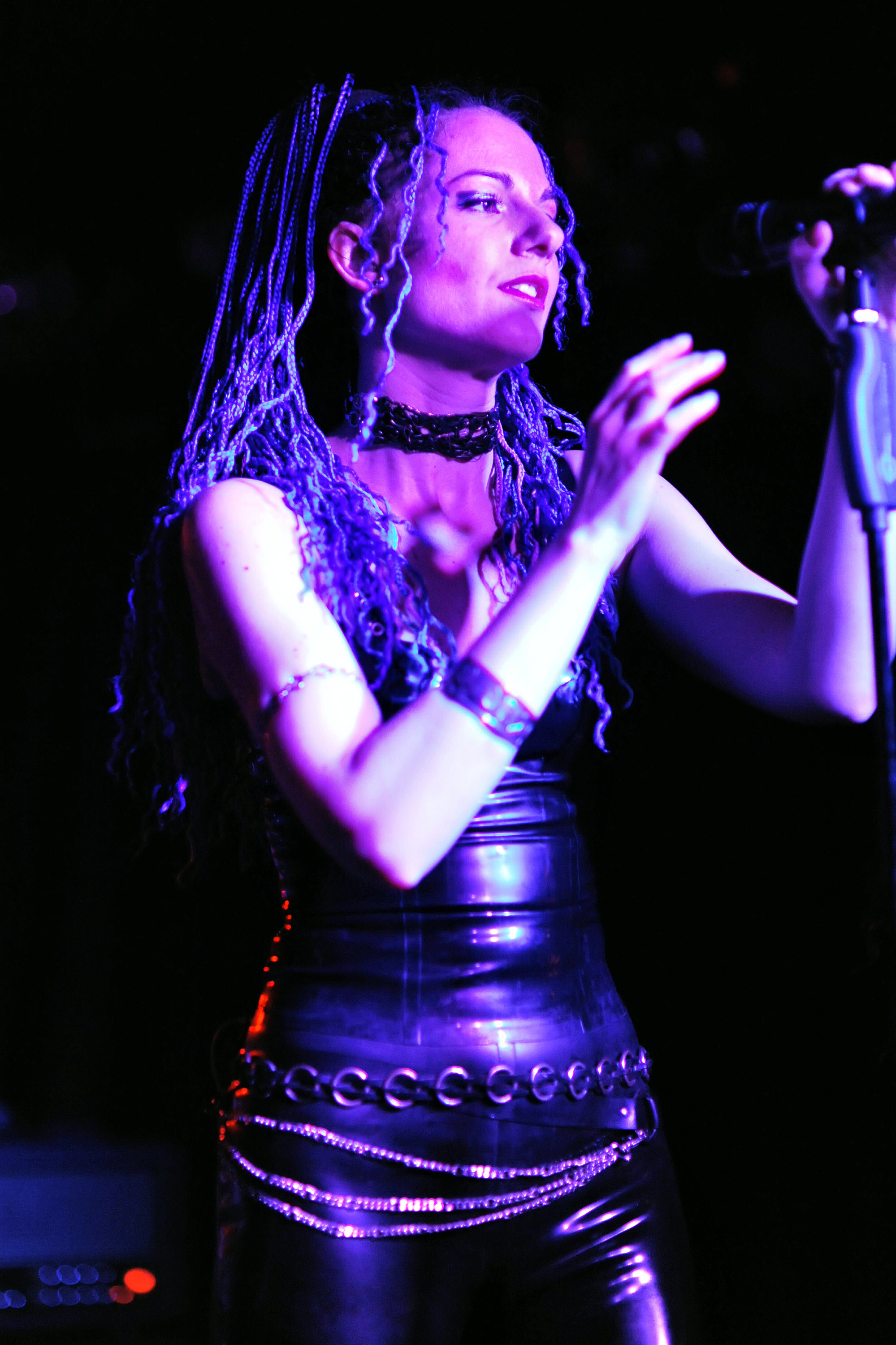
Lahannya, MarX (Markthalle) Hamburg, Německo, 2009
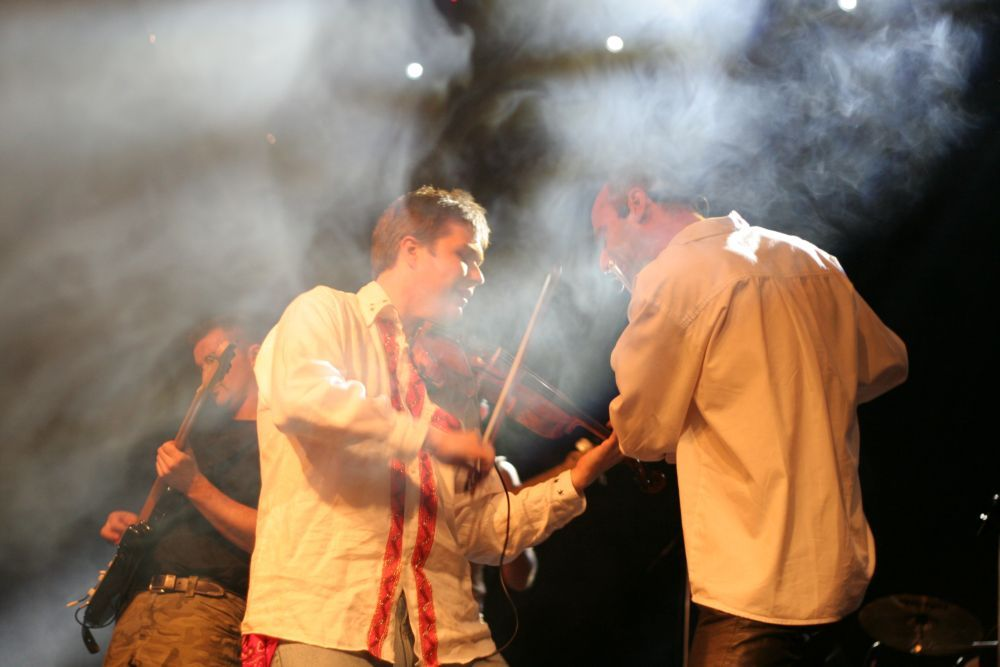
Polská skupina Redlin, kouřové efekty zdůrazní světlo
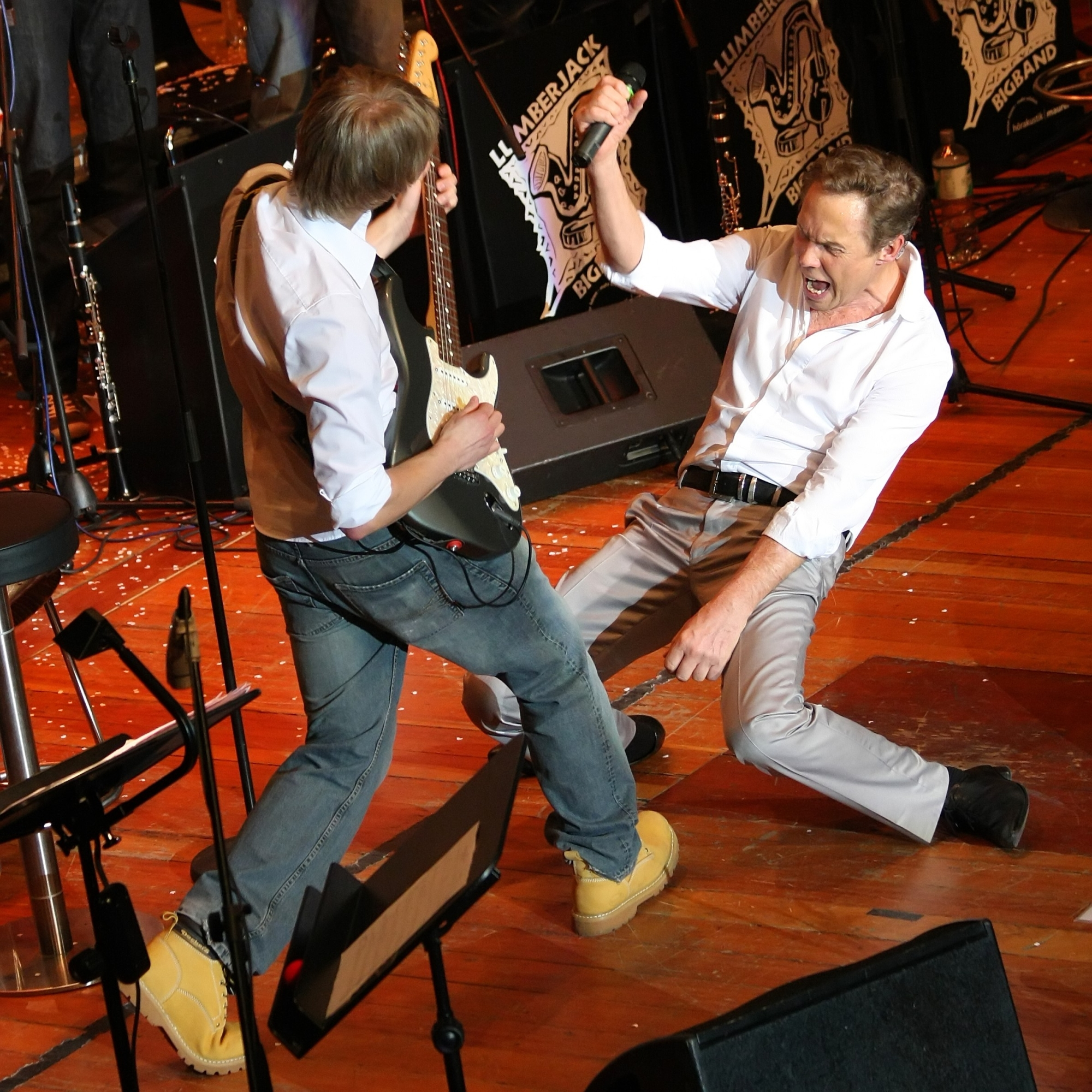
Peter Kraus a Lumberjack Bigband, nadhled
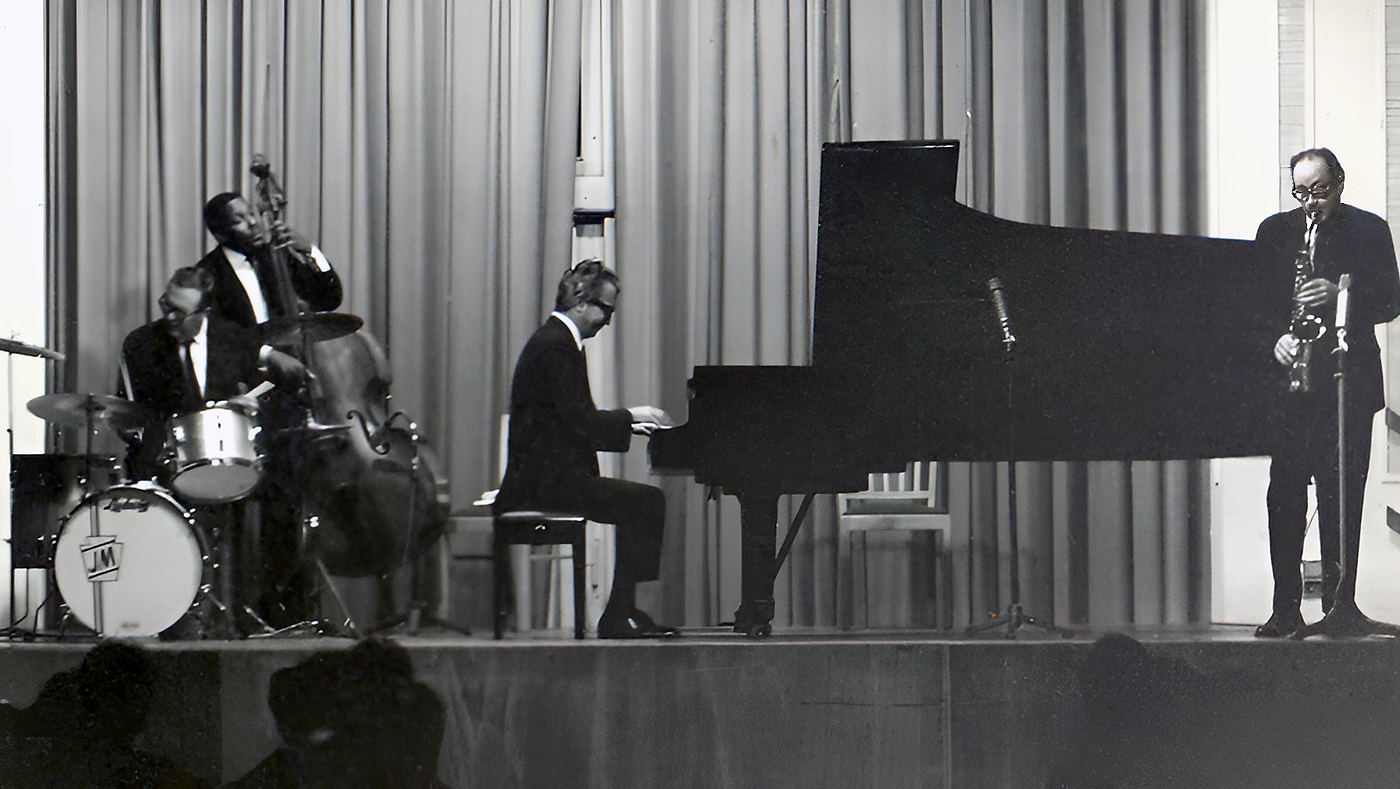
Dave Brubeck Quartet, Congress Hall Frankfurt/Main (1967). Zleva: Joe Morello, Eugene Wright, Dave Brubeck a Paul Desmond, skupinový portrét kapely, černobílá fotografie
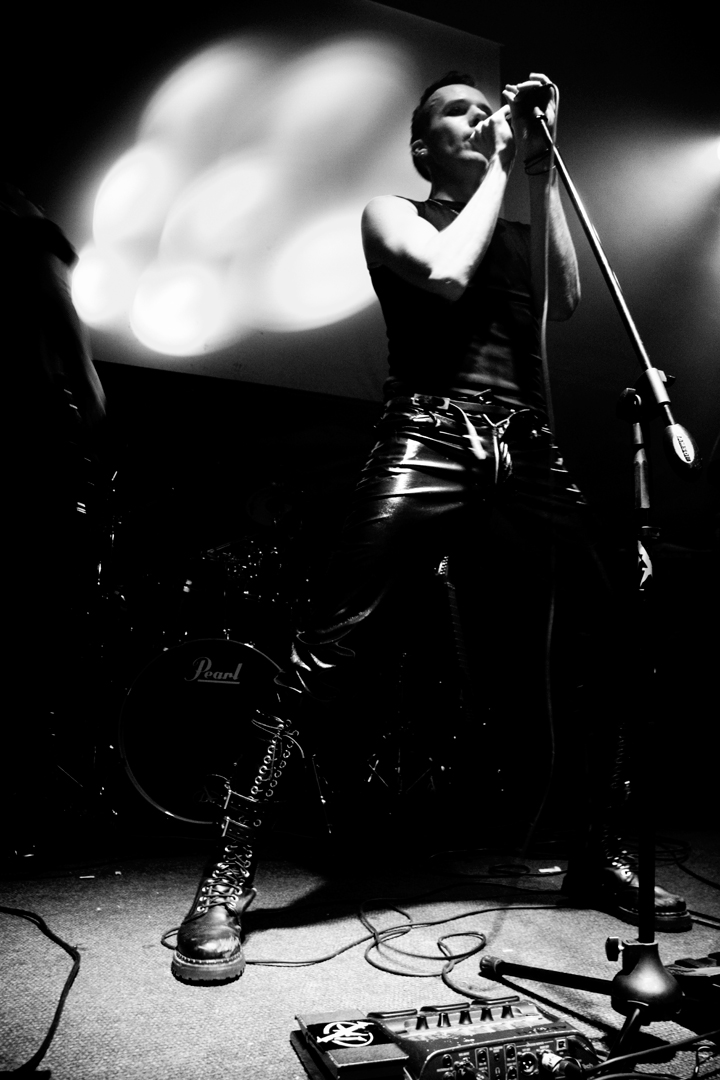
Ashton Nyte, Johannesburg, Jižní Afrika, černobílá fotografie
Glenn Miller Theater, poblíž Marseilles, Francie, srpen 1945